# AMD CrossFireX

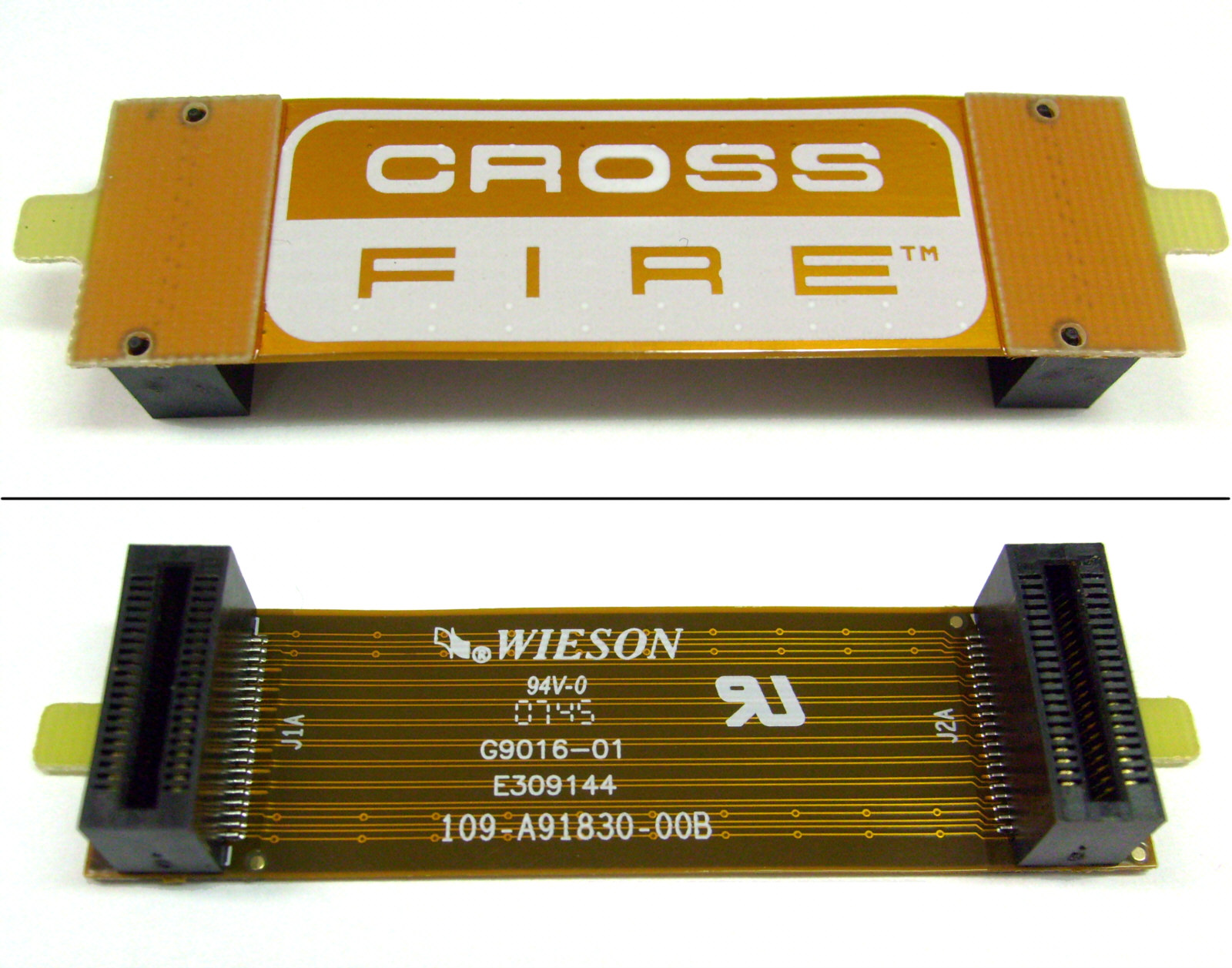
Konektor pro propojení dvou karet do CrossFire

AMD CrossFireX (známé i jako CF nebo CrossFire) je technologii vyvíjená společností AMD, která umožňuje propojení až čtyř GPU napájených na grafické karty zapojených na jedné základní desce tak, aby mohly fungovat současně a díky tomu zvednout až 4násobně grafický výkon při zapojení 4 GPU.

## Popis
- Teoreticky, při stejných GPU se při zapojení 2 GPU zvýší výkon 2×. Ale v praxi to je okolo 1,7–2×, při určitých měřeních byl výsledný výkon i více, než dvojnásobný, ale jedná se pouze o specifické případy. Při zapojení více než 2 GPU je už nárůst výkonu menší. U 3 GPU to je asi 250% 1 GPU. U 4 GPU je nárůst výkonu pouze u SW, který má na to napsanou podporu, jinak se výkon pohybuje zhruba na úrovni zapojení 2 nebo 3 GPU.
  - U nižších rozlišení nemusí být nárůst výkonu 2 GPU proti 1 GPU znatelný. Proto se zapojení 2 a více GPU doporučuje pouze u rozlišení Full HD (1920x1080) a vyšší a při současném zapnutí vyhlazování (AA) a vysoké kvality efektů.
  - Za určitých okolností může nastat snížení výkonu při zapojení CF proti 1 GPU, většinou to nastává u neoptimalizovaných herních enginů pro zapojení více GPU.
- Uvedení DirectX 11 o něco zlepšilo využití zapojení více GPU k sobě a zvýšení výkonu, ale stále je potřeba optimalizace ze strany vývojářů her a vývojářů ovladačů.
- CrossFireX umí propojit až 4 grafické čipy, takže jde zapojit 1-čipovou kartu + 1-čipovou kartu, 1-čipovou kartu + 2-čipovou kartu, 4×1-čipovou kartu nebo 2×2-čipovou kartu. Největší nárůst výkonu se pozná mezi jednou a dvěma kartami, potom u většiny aplikací se výkon zvedá maximálně už pouze o pár desítek procent.
- Při použití režimu AFR může docházet k problému, kdy se obraz nepříjemně lehce škube, bez vlivu na průběh FPS (tzv. micro stuttering).
- Pro zjištění aktivního CF se používá specifický algoritmus, který je popsán v dokumentaci AMD. Algoritmus se mění podle potřeby AMD, jak se vyvíjí hardware a software (VISION Engine Control Center).
- AMD při návrhu řady GPU Radeon R900 více myslela na využití CF a díky tomu některé GPU podávají vyšší výkon oproti jejich předchůdcům.

## Generace

### První generace
CrossFire byl poprvé pro veřejnost uvolněn 27. září 2005. Technologie požadovala CrossFire kompatibilní základní desku s dvojicí karet ATI Radeon připojených přes PCI-Express (PCIe). Radeony řady X800, X850, X1800 a X1900 vyšly ve dvou edicích, v klasické a CrossFire. CrossFire edice se vyznačovala funkcí "Master" zabudovanou přímo do hardware karty. Jako "Master" se označuje díky pěti integrovanými obvody pro obrazovou kompozici, které pomáhaly kombinovat výstupy obou karet. Stačilo tedy koupit jednu "Master" kartu a spárovat jí z klasickou ze stejné série. "Master karty" se dodávaly se speciálním DVI slučovačem (tzv. Y-Dongle), který spojil oba hlavní video výstupy obou kartách do jednoho vstupu na monitoru. Tento slučovač sloužil jako hlavní spojka mezi kartami, které posílaly nekompletní obrazy, a spojoval je do jednoho kompletního pro monitor. Low-endové karty Radeon X1300 a X1600 neměli CrossFire edici, ale i tak byly CrossFire kompatibilní pomocí software, který komunikoval přes standardní PCI-Express slot. ATI dosud nevytvořila infrastrukturu pro povolení CrossFire na svých FireGL kartách. "Slave" karty musí být vždy stejný model jako "Master".
Grafické karty X850 používali čip Silicon Image (SiI 163B TMDS), který měl omezení frekvence u rozlišení 1600×1200 na 60 Hz nebo 1920×1440 na 52 Hz, kvůli tomuto problému bylo na CRT použitelné pouze rozlišení 1280x1024, kvůli tomu nebyl takový zájem o CF, cena převyšovala použitelnost.

### Druhá generace (Software CrossFire)
Při používání čipové sady CrossFire Xpress 3200 od ATI již nebylo potřeba karet "Master" pro všechny CrossFire kompatibilní karty (výjimku tvoří pouze série Radeon X1900). S CrossFire Xpress 3200 mohly dvě klasické karty fungovat v CrossFire, s komunikací zprostředkovanou skrze PCI-Express slot. To je podobné komunikaci jako u karty X1300, až na to že Xpress 3200 byl přímo navržen na nízkou odezvu a vysokorychlostní komunikací mezi grafickými kartami. Zvýšení výkonu a eliminace "Mastera" bylo považováno za celkové zlepšení v tržní strategii firmy, protože "Master" karty byly velice drahé, poptávka převyšovala nabídku a bylo je možné sehnat jen na u vybraných maloobchodníků. Ačkoli CrossFire Xpress 3200 opravdu umožňuje využít technologii CrossFire skrze PCI-Express pro každý Radeon nižší než X1900, ovladače pro Radeon X1800 ještě nebyly zkompletovány. Společnost ATI prohlásila, že podpora pro Radeon X1800 bude vydána spolu s jejich ovladači Catalyst, ale datum nikdy nebylo upřesněno.
Grafické karty X1800 používali 2 čipy Silicon Image (SiI 163B TMDS), díky tomu nebyly omezení jako u 1. generace u frekvence a rozlišení.

### Současná generace (CrossFireX)

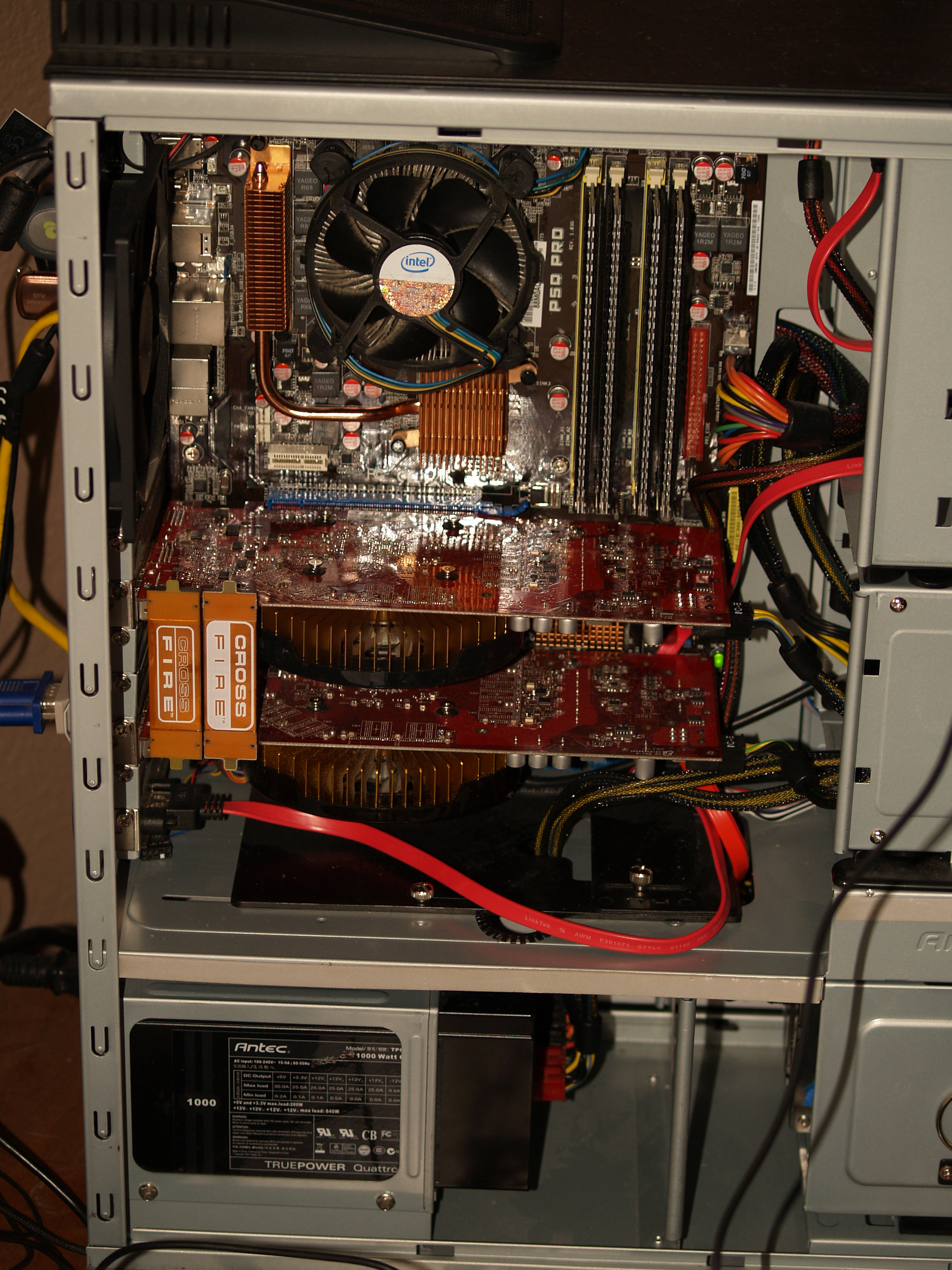
Ukázka zapojení CrossFire se dvěma Radeony 4850(Radeon R700 GPU)

S vydáním série Radeon X1950, společnost ATI kompletně zrevidovala propojovací infrastrukturu CrossFire, eliminovala potřebu spojovače a dělení na "Master" a "Slave" pro funkčnost CrossFire technologie. ATI CrossFire konektor je nyní "kšanda" připojená na straně každé karty, podobně jako je tomu u stejné technologie SLI konkurenční firmy nVidia, jen s jinými fyzickými a logickými rysy. Díky tomu přestaly "Master" karty podávat nejvyšší výkon, a tudíž zanikly. Série karet Radeon HD 2900 a HD 3000 používají dva stejné "kšandové" konektory, ale od série HD 3800 se požaduje pouze jeden konektor, díky němuž se usnadnilo propojení CrossFireX. Na rozdíl od starších sérií, karty série Radeon HD 3800 nemusejí být stejného modelu (ale ze stejné série být musí), a lze je spojit pomocí CrossFire, a přitom kontrolovat takt každé karty samostatně.
19. července 2007 vydalo AMD (které o rok dříve koupilo ATI Technologies) novou desktopovou platformu označenou kódovým názvem Spider. Následně bylo CrossFire aktualizované pro podporu až čtyř karet, disponujících čipovou sadou 790FX, zapojených najednou. Díky tomu se označení CrossFire se změnilo na ATI CrossFireX. Zapojení čtyř grafických karet do CrossFire, jak odkazuje vnitřní testování AMD, by mělo přinést nárůst výkonu až na 320% v řadě her a aplikací, které požadují obrovské grafické výpočetní schopnosti. Toto nastavení je ovšem díky vysokým pořizovacím nákladům zaměřené jen na trh pro opravdové nadšence. Poslední vývoj v infrastruktuře CrossFire obsahuje podporu pro karty s dvěma GPU jádry, které byly vydány na začátku roku 2008, jde o modely Radeon HD 3870 X2 a mladší Radeon HD 4870 X2, které obsahují pouze jeden CrossFire konektor, ovšem díky osazení 2 GPU i tak dosáhneme výkonu "čtyř" karet.
Catalysty 11.1 a novější podporují CrossFire profily, ty AMD vydává co nejdřív po uvedení nové hry, pro maximální výkon CF v dané hře.
Uvedené GPU R900 dokáže mít efektivnost zapojení 2 GPU až 200% výkonu 1 GPU, díky tomu se v některých testech dostalo nad výkon SLI.

### Hybrid CrossFireX
Hybrid CFX podporují pouze některé čipsety s IGP. Umožňují, aby spolupracovala IGP s dedikovanou grafickou kartou. Výkon to zvýší pouze při zapojení s nejnižší třídou dedikovaných grafických karet, kvůli nízkému výkonu IGP.
Podporované čipsety jsou řady 700 a 800 označované jako Hybrid CrossFire X.

## Porovnání s nVidia SLI

### Výhody
- CrossFire je možné skládat z různých verzí GPU (různé modely) u karet jedné série (což je naprostý opak od SLI, které pracuje pouze pokud karty mají stejné GPU. To umožňuje kupujícím, kteří mají nepravidelné příjmy, nakoupit různě drahé karty a stále mít výhodu získání vyššího výkonu. Například ATI Radeon HD 5970 může být spojena s HD 5870 nebo HD 5770 s HD 5750 atd.
  - Nejlepší škálování výkonu se, ale získá pouze při použití stejného modelu karty, třeba HD 6870 a HD 6870.

- AMD poskytlo CrossFire architekturu společnosti Intel, díky čemuž má CrossFire podporu v řadě jejich čipových sad, musí umožňovat zapojení alespoň 2× PCI-Express x8 sloty s možností zapojit kartu pro slot PCI-Express x16. SLI naproti tomu vyžaduje základní desku, která je pro SLI certifikována, což zahrnuje všechny čipové sady nForce (jako je nForce 590 SLI, nForce 680i SLI, a nForce 790i), a hlavně desky založené na architektuře Intel X58 a Intel P55.

### Nevýhody
- Jestliže nějaká OpenGL hra neobsahuje CrossFire profil, tak Catalyst AI systém nastaví renderovací systém na Scissor defaultně, bez jakékoli možnosti změnit to na mnohem vhodnější a/nebo rychlejší systém, jako je například AFR (Alternate Frame Rendering). Naproti tomu SLI umožňuje nastavit renderovací systém pro každou aplikaci manuálně, dokonce i pro hry, které nemají jejich profil. Mělo by se poznamenat, že nastavení Catalyst AI system do módu pro pokročilé umožňuje manuální nastavení pro Direct3D hry, ale stále ne pro hry OpenGL a AFR.
  - Tuto nevýhodu má částečně odstranit vyčlenění CF profilů mimo AMD Catalyst. AMD je aktualizuje až několikrát do měsíce, na rozdíl od AMD Catalyst, které vydává jednou za měsíc.

## Možnosti zapojení
Oficiální tabulka doporučených zapojení CF. Je možnost zapojit i jiné karty spolu, ale bude docházet k degradaci výkonu a mohou nastávat chyby.
| X | Doporučené zapojení    |
|   | Je potřeba CF můstek   |
|   | Není potřeba CF můstek |

|         | HD 6990 | HD 6970 | HD 6950 | HD 6870 | HD 6850 | HD 6790 | HD 6770 | HD 6750 | HD 6670 | HD 6570 | HD 6450 | HD 5970 | HD 5870 | HD 5850 | HD 5830 | HD 5770 | HD 5750 | HD 5670 | HD 5570 | HD 5550 | HD 5450 |
| ------- | ------- | ------- | ------- | ------- | ------- | ------- | ------- | ------- | ------- | ------- | ------- | ------- | ------- | ------- | ------- | ------- | ------- | ------- | ------- | ------- | ------- |
| HD 6990 | X       | X       |         |         |         |         |         |         |         |         |         |         |         |         |         |         |         |         |         |         |         |
| HD 6970 | X       | X       |         |         |         |         |         |         |         |         |         |         |         |         |         |         |         |         |         |         |         |
| HD 6950 |         |         | X       |         |         |         |         |         |         |         |         |         |         |         |         |         |         |         |         |         |         |
| HD 6870 |         |         |         | X       | X       |         |         |         |         |         |         |         |         |         |         |         |         |         |         |         |         |
| HD 6850 |         |         |         | X       | X       |         |         |         |         |         |         |         |         |         |         |         |         |         |         |         |         |
| HD 6790 |         |         |         |         |         | X       |         |         |         |         |         |         |         |         |         |         |         |         |         |         |         |
| HD 6770 |         |         |         |         |         |         | X       | X       |         |         |         |         |         |         |         | X       | X       |         |         |         |         |
| HD 6750 |         |         |         |         |         |         | X       | X       |         |         |         |         |         |         |         | X       | X       |         |         |         |         |
| HD 6670 |         |         |         |         |         |         |         |         | X       | X       |         |         |         |         |         |         |         |         |         |         |         |
| HD 6570 |         |         |         |         |         |         |         |         | X       | X       |         |         |         |         |         |         |         |         |         |         |         |
| HD 6450 |         |         |         |         |         |         |         |         |         |         | X       |         |         |         |         |         |         |         |         |         |         |
| HD 5970 |         |         |         |         |         |         |         |         |         |         |         | X       | X       |         |         |         |         |         |         |         |         |
| HD 5870 |         |         |         |         |         |         |         |         |         |         |         | X       | X       |         |         |         |         |         |         |         |         |
| HD 5850 |         |         |         |         |         |         |         |         |         |         |         |         |         | X       |         |         |         |         |         |         |         |
| HD 5830 |         |         |         |         |         |         |         |         |         |         |         |         |         |         | X       |         |         |         |         |         |         |
| HD 5770 |         |         |         |         |         |         |         |         |         |         |         |         |         |         |         | X       |         |         |         |         |         |
| HD 5750 |         |         |         |         |         |         |         |         |         |         |         |         |         |         |         |         | X       |         |         |         |         |
| HD 5670 |         |         |         |         |         |         |         |         |         |         |         |         |         |         |         |         |         | X       |         |         |         |
| HD 5570 |         |         |         |         |         |         |         |         |         |         |         |         |         |         |         |         |         |         | X       |         |         |
| HD 5550 |         |         |         |         |         |         |         |         |         |         |         |         |         |         |         |         |         |         |         | X       |         |
| HD 5450 |         |         |         |         |         |         |         |         |         |         |         |         |         |         |         |         |         |         |         |         | X       |

## Historie
Původní název je ATI CrossFire, ale po odkoupení AMD se změnil nejdříve na ATI CrossFireX a následně na AMD CrossFireX.
Původní název pro Hybrid CrossFireX je Hybrid CrossFire.
První CrossFire se objevuje u čipů R580 (osazováno na X1900), kde je k zapojení potřeba Master karta, kterou mělo jen pár distributorů a měla vyšší cenu než karta bez určení pro Master kartu. Čip R600 přinesl podporu bez potřeby Master karty a tak se CF dostala více mezi lidi, přesto se stále jednalo o velmi malé procento uživatelů. Následující řady čipů přinášely lepší využití CF, svůj úděl na tom mělo i zlepšování výkonu díky ovladačům. Čip R900 přinesl škálování výkonu u zapojení 2 čipů až na 200% výkonu jednoho čipu a v některých testech dosahuje lepší efektivity než SLI (březen 2011).

### Steam
Steam stáhnul statistiky s podílem CF, kvůli podezření na špatný algoritmus pro zjištění aktivního CF. Má se jednat o 3 roky starý způsob zjištění, který se mezitím podle AMD změnil a je popsán v dokumentaci. Díky této chybě má SLI podíl 93% proti 7% CF, jestli se jedná o chybu se zjistí až po opravě algoritmu a následné postupné aktualizaci statistik.